# Waltham (Minnesota)
Waltham è un comune degli Stati Uniti d'America, situato nello Stato del Minnesota, nella Contea di Mower.